# Franciszek Ślusarczyk (duchowny)
Franciszek Ślusarczyk (ur. 26 lipca 1958 w Dobczycach) – polski duchowny rzymskokatolicki, doktor teologii, rektor sanktuarium Bożego Miłosierdzia w Krakowie-Łagiewnikach w latach 2014–2019, mianowany biskupem pomocniczym krakowskim w 2018, zrezygnował z przyjęcia sakry biskupiej, proboszcz parafii Najświętszej Maryi Panny Matki Kościoła w Krakowie od 2019.

## Życiorys
Urodził się 26 lipca 1958 w Dobczycach. Kształcił się w Liceum Ogólnokształcącym w Gdowie. Od 1977 był alumnem Wyższego Seminarium Duchownego Archidiecezji Krakowskiej. W tym czasie odbył dwuletnią służbę wojskową w jednostce w Brzegu. 20 maja 1984 został wyświęcony na prezbitera przez kardynała Franciszka Macharskiego, arcybiskupa metropolitę krakowskiego. Inkardynowany został do archidiecezji krakowskiej. Studia kontynuował na Wydziale Teologicznym Papieskiej Akademii Teologicznej w Krakowie, w międzyczasie odbył kurs języka francuskiego w Instytucie Katolickim w Paryżu w latach 1988 i 1989. W 1997 uzyskał doktorat na podstawie dysertacji Ideał chrześcijanina i sposób jego realizacji w kaznodziejskim przekazie arcybiskupa Józefa Bilczewskiego.
Pracował jako wikariusz w parafiach św. Floriana w Żywcu od 1984 do 1988 i św. Klemensa w Wieliczce od 1988 do 1989. W latach 1990–1997 był prefektem krakowskiego seminarium duchownego, w latach 1997–2002 sprawował w nim urząd wicerektora. Był zatrudniony na Wydziale Teologicznym Papieskiej Akademii Teologicznej w Krakowie na stanowiskach asystenta, a następnie adiunkta w Katedrze Homiletyki. W latach 2003–2014 był wicerektorem sanktuarium Bożego Miłosierdzia w Krakowie-Łagiewnikach, a w 2014 został ustanowiony rektorem (kustoszem) sanktuarium. Wszedł w skład archidiecezjalnej rady kapłańskiej i rady duszpasterskiej. W 2005 papież Benedykt XVI nadał mu godność kapelana Jego Świątobliwości. W 2016 papież Franciszek ustanowił go misjonarzem miłosierdzia.
3 grudnia 2018 papież Franciszek mianował go biskupem pomocniczym archidiecezji krakowskiej ze stolicą tytularną Cillium. Święcenia biskupie miał przyjąć wraz z Januszem Mastalskim w sanktuarium Bożego Miłosierdzia w Krakowie-Łagiewnikach 5 stycznia 2019. Jednakże 12 grudnia 2018 arcybiskup metropolita krakowski Marek Jędraszewski zakomunikował, że Ślusarczyk zrezygnował z przyjęcia święceń biskupich, a jego dymisja została przyjęta przez papieża Franciszka. W wydanym oświadczeniu duchowny przeprosił wszystkich zawiedzionych jego decyzją i poprosił o wsparcie modlitewne.
W 2019 został przeniesiony na urząd proboszcza parafii Najświętszej Maryi Panny Matki Kościoła w Krakowie.